# ای‌ام‌اف
ای‌ام‌اف (انگلیسی: American Machine and Foundry) شرکت خوشه‌ای آمریکایی است، که در سال ۱۹۰۰ توسط روفوس ال. پترسون تأسیس شد.